# Air Sénégal International
Air Sénégal International war eine senegalesische Luftfahrtgesellschaft aus Dakar. Sie wurde 1971 als Air Sénégal vom senegalesischen Staat gegründet. Im Jahr 2001 wurde die Aktienmehrheit von 51 % von der marokkanischen Royal Air Maroc übernommen und das „International“ im Firmennamen hinzugefügt. Nach Konflikten zwischen den beiden Eignern wurde der Flugbetrieb 2009 eingestellt.
Die Nachfolge traten die Sénégal Airlines (2009–2016) und dann die neu gegründete Air Sénégal (ab 2016) an.

## Geschichte
Die Wurzeln der Fluggesellschaft reichen bis zum 1. Februar 1971 zurück, an welchem sie als Air Sénégal gegründet wurde. Im Jahr 2001 wurde sie durch Royal Air Maroc übernommen, in Air Sénégal International umbenannt und führte nach einer Restrukturierung ihren ersten Flug am 23. Februar desselben Jahres durch. Heimatflughafen der Gesellschaft war der internationale Flughafen Dakar-Yoff-Léopold Sédar Senghor.
Air Sénégal International führte nationale Flüge unter anderem nach Cap Skirring, Saint-Louis und Ziguinchor durch. International fanden sich etwa Accra, Bamako, Conakry und Praia im Flugplan. Interkontinental bediente man zum Beispiel Lyon, Madrid und Paris.
Air Senegal beförderte im Jahr 2005 490.000 Passagiere und erzielte dabei einen Umsatz von 70 Milliarden Francs CFA. Sie galt als eine von nur wenigen sicheren Fluggesellschaften Westafrikas.
Am 24. April 2009 zog Royal Air Maroc nach Streitigkeiten mit der Regierung des Senegals alle ihre Maschinen zurück. Die Regierung gab daraufhin, da nur noch zwei Maschinen vorhanden waren, das Ende der Fluggesellschaft bekannt. Nachfolgerin der Fluggesellschaft wurde die Oktober 2009 gegründete Sénégal Airlines.

### Weiternutzung des Namens
Nachdem 2016 auch die Sénégal Airlines den Flugbetrieb einstellte, sollte im selben Jahr eine neue Fluggesellschaft unter dem alten Namen Air Senegal gegründet werden. Der senegalesische Staat wollte hierfür 40 Mrd. Francs CFA investieren.

## Zwischenfälle
- Am 1. Februar 1997 kam es an einer Hawker Siddeley HS 748-353 2A der Air Sénégal (Luftfahrzeugkennzeichen 6V-AEO) kurz nach dem Abheben vom Flughafen Tambacounda (Senegal) zu Triebwerksproblemen. Die schwer beladene Maschine stürzte 100 Meter hinter dem Startbahnende ab. Von den 52 Insassen kamen 23 ums Leben, alle drei Besatzungsmitglieder und 20 der 49 Passagiere.[4]